# Balagny-sur-Thérain
Balagny-sur-Thérain est une commune française située dans le département de l'Oise, en région Hauts-de-France.

## Géographie
Balagny-sur-Thérain est un bourg picard situé dans la vallée du Thérain, entre Creil et Beauvais.
Balagny a la particularité d'être, en son centre (devant la mairie), sur le tracé du méridien de Paris tracé à la fin du XVIIIe siècle par Jean-Baptiste Joseph Delambre pour la partie au nord de Paris et Pierre Méchain pour la partie sud. En l'an 2000, un architecte, Paul Chemetov, a eu l'idée d'un projet national autour de ce méridien intitulé [style à revoir]Méridienne verte. À Balagny, nous [Qui ?]avons planté de nombreux arbres : séquoïas, ginkos, cyprès chauves, cryptomerias, pins, épicéas... pour marquer cet axe vert qui va de Dunkerque à Barcelone. Des bornes et médaillons ont été scellés dans le sol : certaines proviennent du lycée Marie-Curie de Nogent-sur-Oise où des élèves, aidés de leur professeur, ont fondu les médaillons en bronze.

### Communes limitrophes
|                    | Mouy                |                 |
| Ully-Saint-Georges | Balagny-sur-Thérain | Bury            |
| Foulangues         |                     | Cires-lès-Mello |

### Hydrographie

#### Réseau hydrographique
La commune est située dans le bassin Seine-Normandie. Elle est drainée par le Thérain, le ruisseau de Cires, le cours d'eau 01 du Marais du Haut Mouy, le Fossé l'Évêque et le ruisseau de Tranlay,,.
Le Thérain, d'une longueur de 94 km, prend sa source dans la commune de Gaillefontaine et se jette  dans l'Oise à Saint-Leu-d'Esserent, après avoir traversé 43 communes. Deux de ses anciens méandres ont été remis en eau en 2016, permettant de lui redonner un caractère naturel et favoriser la biodiversité.

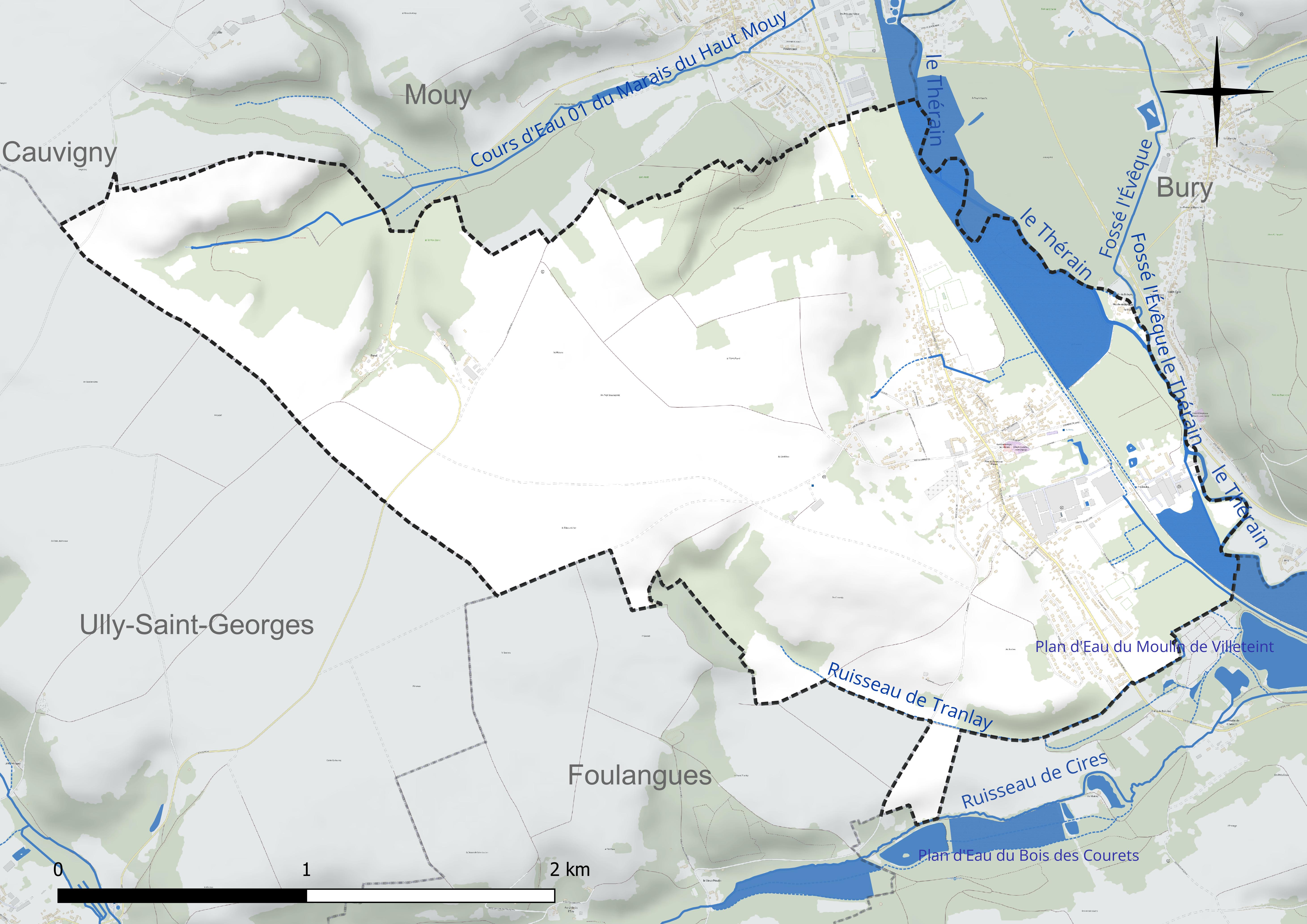
Réseau hydrographique de Balagny-sur-Thérain.

Le ruisseau de Cires, d'une longueur de 14 km, prend sa source dans la commune de Cauvigny et se jette  dans le Thérain à Bury, après avoir traversé six communes.

#### Gestion et qualité des eaux
Le territoire communal est couvert par le schéma d'aménagement et de gestion des eaux (SAGE) « Sensée ». Ce document de planification concerne un territoire de 1 219 km2 de superficie, délimité par le bassin versant du Thérain. Le périmètre a été arrêté le 27 janvier 2023 et le SAGE proprement dit est, en 2024, en cours d'élaboration. La structure porteuse de l'élaboration et de la mise en œuvre est le syndicat intercommunal de la Vallée du Thérain (SIVT).
La qualité des cours d'eau peut être consultée sur un site dédié géré par les agences de l'eau et l'Agence française pour la biodiversité.

### Climat
Pour des articles plus généraux, voir Climat des Hauts-de-France et Climat de l'Oise.
En 2010, le climat de la commune est de type climat océanique dégradé des plaines du Centre et du Nord, selon une étude du CNRS s'appuyant sur une série de données couvrant la période 1971-2000. En 2020, Météo-France publie une typologie des climats de la France métropolitaine dans laquelle la commune est exposée à un climat océanique et est dans la région climatique Nord-est du bassin Parisien, caractérisée par un ensoleillement médiocre, une pluviométrie moyenne régulièrement répartie au cours de l'année et un hiver froid (3 °C).
Pour la période 1971-2000, la température annuelle moyenne est de 10,9 °C, avec une amplitude thermique annuelle de 14,7 °C. Le cumul annuel moyen de précipitations est de 646 mm, avec 10,3 jours de précipitations en janvier et 7,9 jours en juillet. Pour la période 1991-2020, la température moyenne annuelle observée sur la station météorologique la plus proche, située sur la commune de Creil à 11 km à vol d'oiseau, est de 11,2 °C et le cumul annuel moyen de précipitations est de 662,2 mm,. Pour l'avenir, les paramètres climatiques de la commune estimés pour 2050 selon différents scénarios d'émission de gaz à effet de serre sont consultables sur un site dédié publié par Météo-France en novembre 2022.

## Urbanisme

### Typologie
Au 1er janvier 2024, Balagny-sur-Thérain est catégorisée petite ville, selon la nouvelle grille communale de densité à sept niveaux définie par l'Insee en 2022.
Elle appartient à l'unité urbaine de Mouy, une agglomération intra-départementale regroupant quatre  communes, dont elle est une commune de la banlieue,,. Par ailleurs la commune fait partie de l'aire d'attraction de Paris, dont elle est une commune de la couronne,.

### Occupation des sols
L'occupation des sols de la commune, telle qu'elle ressort de la base de données européenne d'occupation biophysique des sols Corine Land Cover (CLC), est marquée par l'importance des territoires agricoles (57,3 % en 2018), en diminution par rapport à 1990 (59 %). La répartition détaillée en 2018 est la suivante : 
terres arables (50,1 %), forêts (31,9 %), zones urbanisées (7,7 %), zones agricoles hétérogènes (6,9 %), zones industrielles ou commerciales et réseaux de communication (3,1 %), prairies (0,3 %). L'évolution de l'occupation des sols de la commune et de ses infrastructures peut être observée sur les différentes représentations cartographiques du territoire : la carte de Cassini (XVIIIe siècle), la carte d'état-major (1820-1866) et les cartes ou photos aériennes de l'IGN pour la période actuelle (1950 à aujourd'hui).

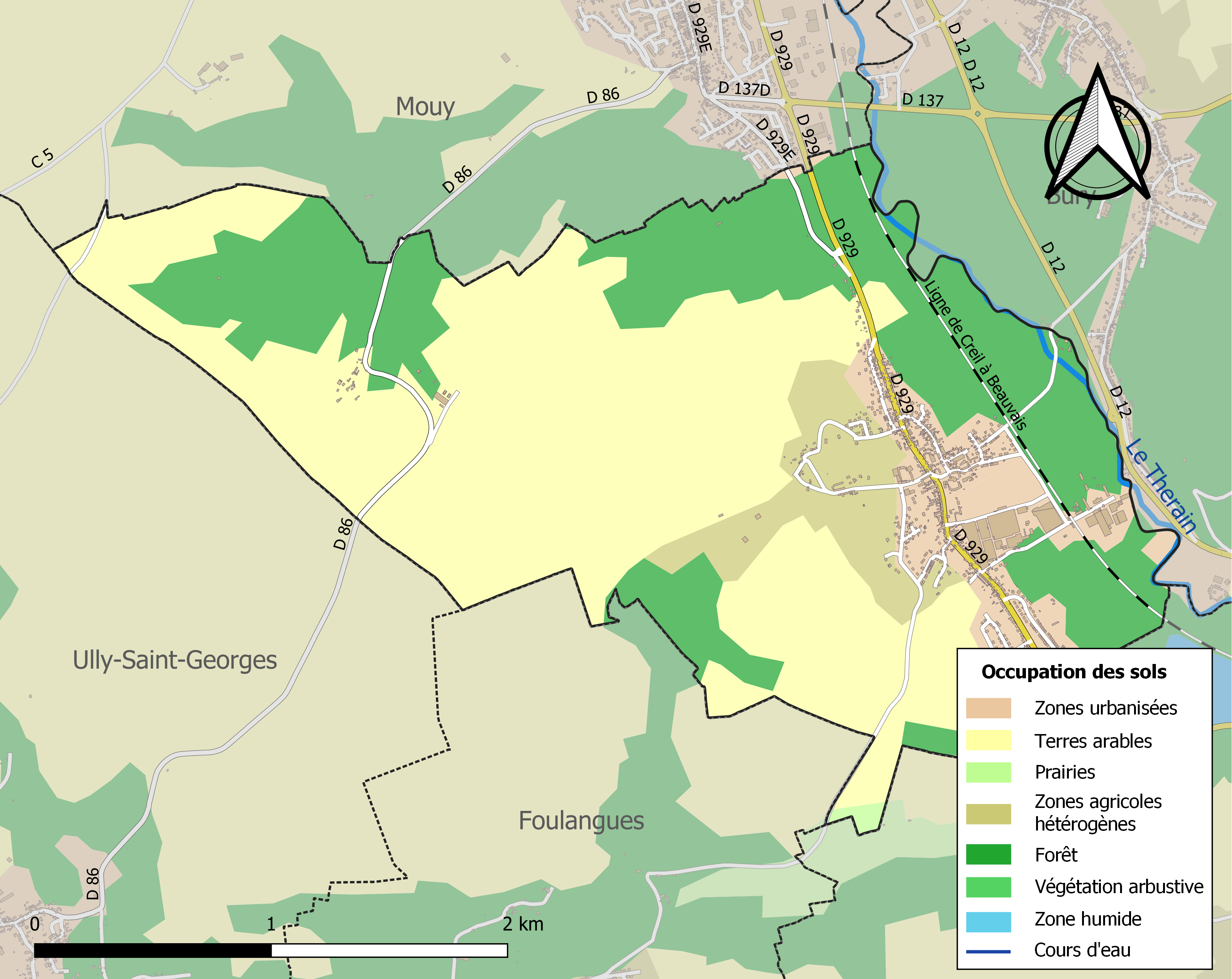
Carte des infrastructures et de l'occupation des sols de la commune en 2018 (CLC).

### Voies de communication et transports
La gare de Balagny - Saint-Épin se situe sur le territoire communal, elle est desservie par des trains TER Hauts-de-France reliant Beauvais et Creil.
La commune est desservie, en 2023, par les lignes 6313 et 6344 du réseau interurbain de l'Oise.

## Toponymie
La commune s'est tout d'abord appelée Baliniacum en 1157, Balegnicum ou Balagny.
Le Thérain est une rivière française du bassin de la Seine. Il s'agit d'un affluent de rive droite de l'Oise qui coule dans les départements de Seine-Maritime et de l'Oise (régions Normandie et Hauts-de-France).
Les habitants se nommaient Balagnards jusqu'à ce que le conseil municipal choisisse en 2012 Balanéens[réf. souhaitée].

## Histoire
Le mythe fondateur du village de Balagny-sur-Thérain est le martyre des Vierges Maure et Brigide vers l'an 514, assassinés avec leur frère Épin par des barbares qui « n'avait pas pu corrompre leur vertu ». Une source, lieu présumé de l'assassinat, fut longtemps le but d'une procession.
Des traces d'habitat plus ancien ont été découvertes au XIXe siècle sur le plateau entre les Garennes et Pérel, notamment des tuiles romaines et un poignard de bronze. Plus récemment, en 2008, l'INRAP a repéré en fond de vallée des traces de présence humaine qui remontent au Mésolithique (soit entre -9100 et -8700). À l'avenir, des fouilles plus précises devraient être réalisées.
En 877, le village est brûlé par les Normands comme la plupart des villages de la vallée du Thérain.
Les seigneurs de Balagny sont cités depuis le XIIe siècle et relèvent du baron de Mello : Raoul de Balagny en 1172, puis Renaud en 1210. À Jacques Gomer, dit Coppin, seigneur de Balagny, succède Louis de Balagny qui s'illustre en 1472 lors du siège de Beauvais avec Jeanne Hachette contre les Bourguignons.
Jean de Monluc (1508-1579), évêque de Valence et de Die dès 1553, frère cadet du maréchal de Monluc, possède Balagny avant 1560. Il y fait rebâtir un château, (aucune preuve à ce sujet, voir l'étude sur l'histoire de Balagny par l'APB publié en septembre 2018) petit mais remarquable par ses ornements Renaissance. Avec Anne Martin (dame du Fief cornu à Bury, tout près de Balagny), il a un fils naturel Jean, légitimé en 1567 par Charles IX et qui héritera des biens de son père. Connu comme Jean de Montluc de Balagny (1545/1553-1603), il devient un capitaine adroit et courageux, mais d'une intelligence courte. Il devient l'un des chefs de la Ligue de Picardie au temps des guerres de Religion. Puis grâce à sa femme Renée de Clermont d'Amboise (sœur du Brave Bussy † assassiné en 1579, mais qui avait assassiné son cousin Antoine de Clermont d'Amboise en 1572 !), avec qui il s'était marié en 1580, il se rallie à Henri IV qui le fait prince et gouverneur de Cambrai en 1593 puis maréchal en 1594, et lui cède en 1594 Bohain et Beaurevoir. Il doit quitter Cambrai sous la pression des Espagnols en 1595 mais créé un régiment à son nom; sa femme y meurt alors de chagrin.
Il se remarie à Diane d'Estrées en 1596, sœur de Gabrielle d'Estrées. Son héritier Damien de Montluc de Balagny, mestre de camp du régiment de Balagny, fils de Renée, meurt en duel en 1612, son autre fils Alphonse Henri, fils de Diane, meurt en 1628. Il laisse le domaine de Balagny à leur sœur Jeanne de Monluc (fille de Renée de Clermont d'Amboise ; morte en 1638 sans postérité), qui épouse en premières noces son cousin germain Charles fils de Georges de Bussy de Clermont d'Amboise († 1621 ; frère de Renée et Louis ci-dessus ; d'où Henri de Bussy de Clermont d'Amboise, † 1627/1637 en duel), puis en secondes noces en 1627 Henri de Mesmes (mort en 1650), président du Parlement de Paris.
Puis l'héritière de Jeanne de Monluc pour Balagny, Bohain, Beaurevoir, est sa nièce Madeleine Aux-Epaules dite de Laval, marquise de Nesle (fille de René de Laval aux-Épaules, marquis de Nesle, dernier comte héréditaire de Joigny, et de Marguerite de Monluc, sœur de Jeanne et Damien ci-dessus), femme de Bertrand-André de Monchy-Montcavrel, qui transmet Balagny, Bohain et Beaurevoir à leur fille Jeanne de Monchy-Montcavrel-Rubempré dite la Bécasse à cause de son appendice nasal, † 1713, marquise de Nesle et héritière des droits héréditaires sur la principauté d'Orange.
Mais son fils Louis III de Mailly vend le domaine en 1722 à Michelle de Pommereu, veuve de Charles Bonaventure Rossignol (mort en 1705). Leurs fils Bonaventure Robert, conseiller du roi Louis XV et maître des requêtes au Conseil d'État, et Charles Louis, conseiller au Parlement et secrétaire des commandements de la Reine, héritent du domaine de Balagny. Ensuite, c'est Geneviève Rossignol épouse de François Brochet de Vérigny puis leur fils Anne Félix Brochet de Vérigny, conseiller d'État et député du Calvados, préfet de l'Oise de 1820 à 1822 qui possèdent Balagny.
En 1826, leurs filles héritent, et l'une d'elles, Marie Félixine, épouse Mackau, meurt en 1827 ainsi que son fils premier né. Le château acheté par la Bande noire est démantelé en 1838, et à sa place, s'élève aujourd'hui une belle maison construite en 1846 sur les caves de l'ancien château par Jean Joseph Poilleux, le maire du village.
Au XVIIIe siècle, le village compte cent feux soit environ quatre-cents habitants. La population vit essentiellement de l'agriculture, de l'élevage, de la viticulture et accessoirement de l'extraction de pierres des carrières. En 1818, un incendie détruit en partie le village. À l'aube de l'industrialisation, en 1830, le village est peu développé, seuls quelques moulins actionnés par le Thérain, propriétés des châtelains, offrent du travail (quatre salariés).

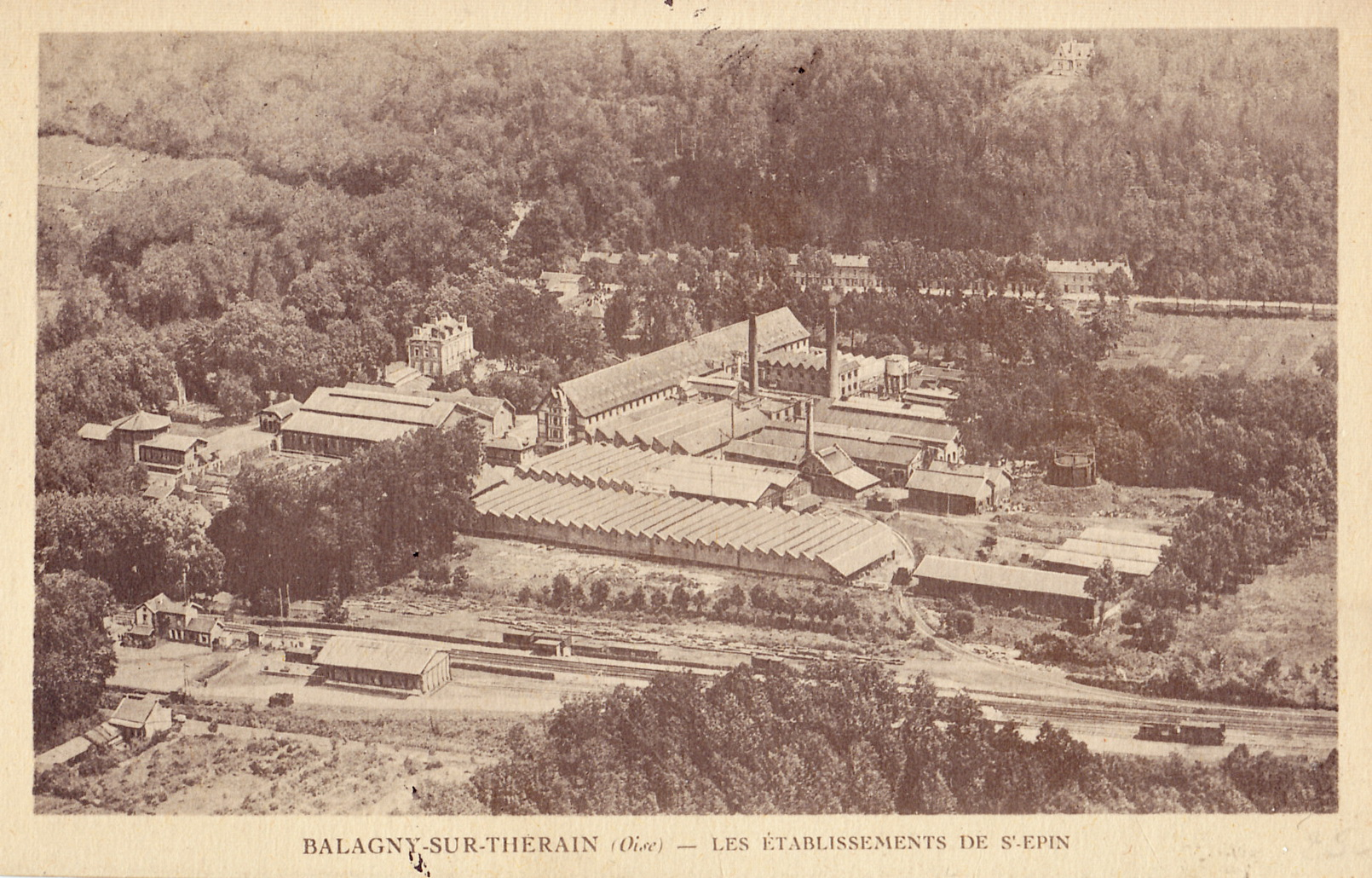
La commune dispose depuis 1857 de la gare de Balagny - Saint-Épin, près du hameau de Saint-Épin, où se trouvait, dans les années 1920, une importante teinturerie.

Un incendie ravagea une grande partie du village en 1818.
La Compagnie des chemins de fer du Nord met en service la ligne de Creil à Beauvais, qui permet au chef-lieu de l'Oise d'être relié à Paris en 1857. La commune est alors dotée de la gare de Balagny - Saint-Épin, près du hameau de Saint-Épin.
Lors de la mobilisation française de 1914 de la Première Guerre mondiale, de nombreux hommes de Balagny sont rappelés le 2 août  pour rejoindre leur régiment et les différents lieux de combat. 94 soldats originaires de Balagny sont morts pour la France (80 sont inscrits sur le monument aux morts érigé en 1921). Une exposition réalisée par l'APB locale les 20 et 21 septembre 2014 a décrit et illustré la situation du village en 1911 : population, métiers, activités diverses et le parcours de quelques poilus.

## Politique et administration

L'ancienne communauté de communes du pays de Thelle dans le département de l'Oise.

### Rattachements administratifs et électoraux
La commune se trouve dans l'arrondissement de Senlis du département de l'Oise. Pour l'élection des députés, elle fait partie de la deuxième circonscription de l'Oise.
Elle faisait partie depuis 1801 du canton de Neuilly-en-Thelle. Dans le cadre du redécoupage cantonal de 2014 en France, la commune fait désormais partie du canton de Montataire.

### Intercommunalité
La commune était le siège de la communauté de communes du pays de Thelle, créée en 1996.
Dans le cadre des dispositions de la loi portant nouvelle organisation territoriale de la République (Loi NOTRe) du 7 août 2015, qui prévoit que les établissements publics de coopération intercommunale (EPCI) à fiscalité propre doivent avoir un minimum de 15 000 habitants, le préfet de l'Oise a publié en octobre 2015 un projet de nouveau schéma départemental de coopération intercommunale, qui prévoit la fusion de plusieurs intercommunalités, et en particulier  de la communauté de communes du Pays de Thelle et de la communauté de communes la Ruraloise, formant ainsi une intercommunalité de 42 communes et de 59 626 habitants,.
La nouvelle intercommunalité, dont est membre la commune et dénommée provisoirement communauté de communes du Pays de Thelle et Ruraloise, est créée par un arrêté préfectoral du 30 novembre 2016 qui a pris effet le 1er janvier 2017.

### Liste des maires
| Période                                  | Période                      | Identité             | Étiquette   | Qualité                                                                       |
| ---------------------------------------- | ---------------------------- | -------------------- | ----------- | ----------------------------------------------------------------------------- |
| Les données manquantes sont à compléter. |                              |                      |             |                                                                               |
| avant 1846                               | après 1846                   | Jean Joseph Poilleux |             |                                                                               |
| Les données manquantes sont à compléter. |                              |                      |             |                                                                               |
| mars 1995                                | 2014                         | Cécile Brémard       | UMP puis SE | Attachée de direction Conseillère générale de Neuilly-en-Thelle (2001 → 2008) |
| 2014                                     | 2020                         | Marie-Odile Guillou  |             |                                                                               |
| juillet 2020                             | En cours (au 5 juillet 2020) | Philippe Maréchal    |             |                                                                               |

## Population et société

### Démographie

#### Évolution démographique
L'évolution du nombre d'habitants est connue à travers les recensements de la population effectués dans la commune depuis 1793. Pour les communes de moins de 10 000 habitants, une enquête de recensement portant sur toute la population est réalisée tous les cinq ans, les populations de référence des années intermédiaires étant quant à elles estimées par interpolation ou extrapolation. Pour la commune, le premier recensement exhaustif entrant dans le cadre du nouveau dispositif a été réalisé en 2005.

En 2022, la commune comptait 1 639 habitants, en évolution de −4,04 % par rapport à 2016 (Oise : +0,87 %, France hors Mayotte : +2,11 %).
| 1793 | 1800 | 1806 | 1821 | 1831 | 1836 | 1841 | 1846 | 1851 |
| ---- | ---- | ---- | ---- | ---- | ---- | ---- | ---- | ---- |
| 506  | 541  | 560  | 538  | 620  | 659  | 761  | 755  | 707  |

| 1856 | 1861 | 1866 | 1872 | 1876  | 1881  | 1886  | 1891  | 1896  |
| ---- | ---- | ---- | ---- | ----- | ----- | ----- | ----- | ----- |
| 733  | 730  | 916  | 960  | 1 031 | 1 173 | 1 195 | 1 253 | 1 203 |

| 1901  | 1906  | 1911  | 1921  | 1926  | 1931  | 1936  | 1946 | 1954  |
| ----- | ----- | ----- | ----- | ----- | ----- | ----- | ---- | ----- |
| 1 163 | 1 157 | 1 141 | 1 097 | 1 121 | 1 139 | 1 169 | 975  | 1 147 |

| 1962  | 1968  | 1975  | 1982  | 1990  | 1999  | 2005  | 2006  | 2010  |
| ----- | ----- | ----- | ----- | ----- | ----- | ----- | ----- | ----- |
| 1 286 | 1 332 | 1 393 | 1 299 | 1 487 | 1 418 | 1 439 | 1 414 | 1 383 |

| 2015  | 2020  | 2022  | - | - | - | - | - | - |
| ----- | ----- | ----- | - | - | - | - | - | - |
| 1 690 | 1 671 | 1 639 | - | - | - | - | - | - |

#### Pyramide des âges
La population de la commune est relativement jeune.
En 2018, le taux de personnes d'un âge inférieur à 30 ans s'élève à 35,3 %, soit en dessous de la moyenne départementale (37,3 %). À l'inverse, le taux de personnes d'âge supérieur à 60 ans est de 22,4 % la même année, alors qu'il est de 22,8 % au niveau départemental.
En 2018, la commune comptait 810 hommes pour 883 femmes, soit un taux de 52,16 % de femmes, légèrement supérieur au taux départemental (51,11 %).
Les pyramides des âges de la commune et du département s'établissent comme suit.
| Hommes | Classe d’âge | Femmes |
| ------ | ------------ | ------ |
| 0,4    | 90 ou +      | 0,2    |
| 4,4    | 75-89 ans    | 6,9    |
| 15,8   | 60-74 ans    | 17,0   |
| 21,3   | 45-59 ans    | 18,1   |
| 23,0   | 30-44 ans    | 22,5   |
| 14,4   | 15-29 ans    | 14,9   |
| 20,8   | 0-14 ans     | 20,4   |

| Hommes | Classe d’âge | Femmes |
| ------ | ------------ | ------ |
| 0,5    | 90 ou +      | 1,4    |
| 5,5    | 75-89 ans    | 7,6    |
| 15,6   | 60-74 ans    | 16,3   |
| 20,8   | 45-59 ans    | 20     |
| 19,4   | 30-44 ans    | 19,4   |
| 17,6   | 15-29 ans    | 16,2   |
| 20,6   | 0-14 ans     | 19,1   |

### Enseignement
Le village dispose d'une école communale ainsi qu'un centre périscolaire (cantine, garderie).

### Culture
Une bibliothèque-médiathèque existe au village et compte en 2016 une centaine d'adhérents.

### Manifestations culturelles et festivités
La commune est notamment connue pour sa fête du cidre, qui a lieu tous les ans vers la mi-octobre.

### Cultes
Balagny-sur-Thérain fait partie de la paroisse catholique de Mouy depuis que les églises ont été regroupées dans le cadre d'une nouvelle organisation du diocèse de Beauvais.

## Économie
Balagny-sur-Therrain dispose de plusieurs commerces de proximité en 2016 : une boulangerie, une pharmacie, un coiffeur, un assureur, un café restaurant et un garagiste.
Plusieurs artisans sont implantés au village, tels que des électriciens, un plombier, un maçon, un menuisier, ainsi qu'une société de transport routier, une entreprise de vidange, Blispac (industrie plastique, Etraves (industrie chimique) et Dubourget Services (vidange, curage et assainissement).

## Culture locale et patrimoine

### Lieux et monuments

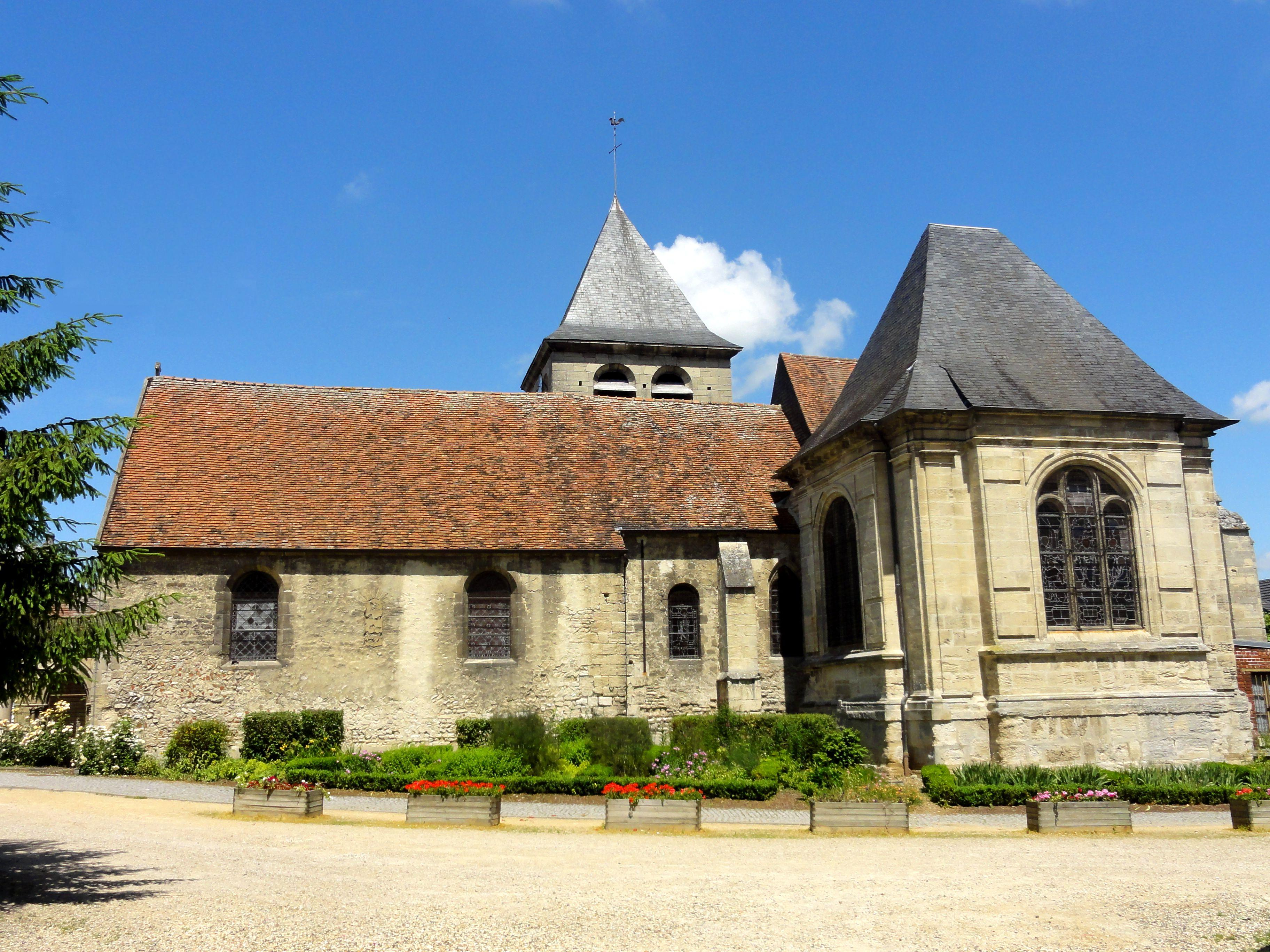
Église Saint-Léger. (vue du sud)

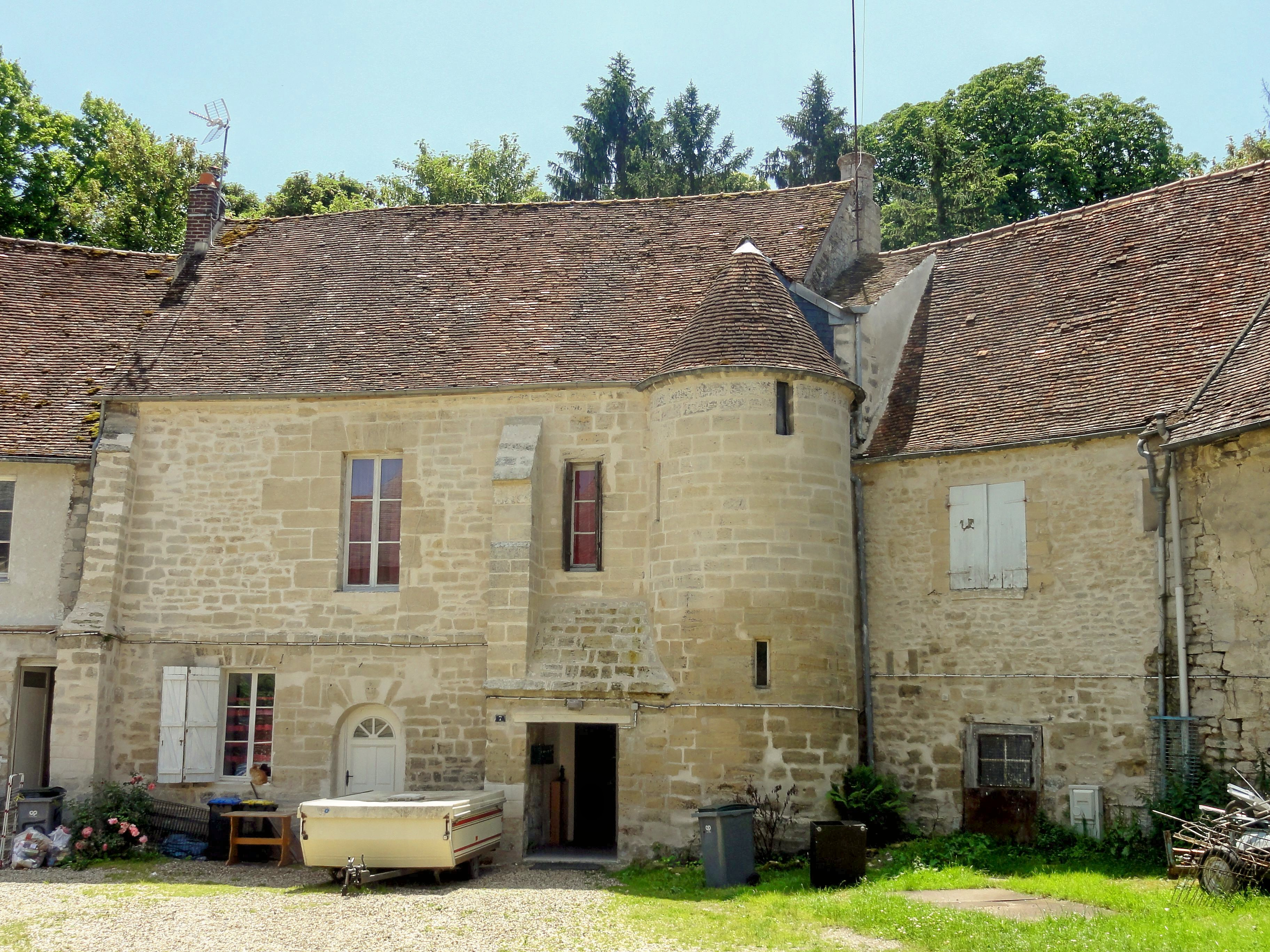
Cour des Templiers (dit-on?

Balagny-sur-Thérain ne compte qu'un seul monument historique sur son territoire :
- Église Saint-Léger (inscrite monument historique par arrêté du 12 avril 1927[42]) : elle conserve le souvenir du martyre de sainte Maure et sainte Brigide, que ces deux Vierges écossaises auraient subi à Balagny au début du VIe siècle : leurs deux statues-reliquaires sont exposées dans l'ancienne chapelle seigneuriale, et plusieurs vitraux du XIXe siècle leur sont dédiés.

Le saint patron de l'église est néanmoins Léger d'Autun. L'édifice est d'une grande complexité, car les parties orientales ont été remaniées pas seulement une, mais au moins deux fois. Du XIe siècle, subsiste la nef, qui est l'une des plus anciennes du Beauvaisis, mais des aménagements malheureux du XIXe siècle lui ont fait perdre tout son caractère roman. De la reconstruction des parties orientales à la période romane tardive ne restent que d'infimes vestiges dans la travée supplémentaire de la nef bâtie vers 1130. Plus significatifs sont les restes de la seconde campagne de reconstruction à la période gothique primitive, vers 1200 : ce sont notamment le mur méridional de la travée de la nef et le croisillon nord avec sa voûte.
Le chœur n'a sans doute pas été rebâti à cette époque, car au XIVe siècle, il est entièrement remplacé par celui que l'on voit actuellement. La guerre de Cent Ans explique que le voûtement n'est pas réalisé dans un premier temps. À la fin du XVe siècle ou au début du XVIe siècle, la voûte de la travée supplémentaire de la nef est refaite dans le style gothique flamboyant, et une base de clocher est ajouté au nord.
Un peu plus tard, vers le milieu du XVIe siècle, une chapelle seigneuriale est édifiée à l'emplacement de l'ancien croisillon sud, et les arcades autour de la croisée du transept sont refaites, mais le voûtement de la croisée et du chœur est apparemment ajourné, car il a entraîné la démolition d'une arcade réalisée au milieu du XVIe siècle. Le clocher n'est achevé que bien plus tard, au XVIIe siècle.
Dans son ensemble, l'église Saint-Léger présente donc des échantillons de presque tous les styles architecturaux, ce qui lui confère un certain intérêt archéologique, plus que son architecture, dont le manque d'homogénéité est néanmoins compensé par un bel ensemble de mobilier du XIXe siècle.
On peut également noter : à ce jour, rien n'atteste que des Templiers vécurent dans cette cour intégrée dans un castrum englobant l'église dès le Moyen Âge (voir APB "Balagny des origines à 1840" livre publié en 2018) 
- Maison des Templiers, cour des Templiers : cette maison du XIIIe-XIVe siècle est située près de l'église.

### Personnalités liées à la commune
- Jean de Monluc, évêque de Valence et Die, diplomate auprès de Catherine de Médicis, né vers 1507, mort à Toulouse le 13 avril 1579.
- Jean de Montluc de Balagny, dit Balagni, né en 1552 mort en 1603, maréchal de France, enfant naturel du précédent, légitimé en 1567 par Charles IX, prince et gouverneur de Cambrai, homme de guerre marié en 1580 à Renée de Clermont d'Amboise (°vers 1550+1595) et en 1596 à Diane d'Estrées sœur de Gabrielle.
- Anne Brochet de Vérigny (1775-1825 à Balagny-sur-Thérain), homme politique.
- André Masson, peintre surréaliste, né le 4 janvier 1896 à Balagny-sur-Thérain et mort à Paris le 28 octobre 1987.

### Héraldique
| Armes de Balagny-sur-Thérain | Les armes de Balagny-sur-Thérain se blasonnent ainsi : de gueules à la bande ondée d'argent accompagnée, en chef, d'une croisette pattée de huit pointes d'or et, en pointe, d'un fer de moulin du même, à l'écusson d'azur aux trois merlettes d'argent brochant en abîme sur le tout. La bande ondée (argent) représente la rivière Thérain, la croix ancrée (or) est celle des Templiers, l'anille (or) rappelle les moulins, sur le tout un écusson représente les armes de la famille Rossignol, seigneurs du village au XVIIIe siècle, trois rossignols d'argent sur fond azur. |